# Alcedinins
Els alcedinins (Alcedininae) són una subfamília d'ocells dins la família dels alcedínids (Alcedinidae), si bé altres autors els classifiquen com una família de ple dret, Alcedinidae (sensu stricto) i contemplen Alcedinidae (sensu lato) com el subordre Alcedines dins l'ordre Coraciiformes. Tenen una silueta rodanxona, el cap gran i les ales i la cua curtes. El bec és molt gran i l'empren per a pescar o per a caçar, segons l'espècie. Les potes són petites i pràcticament només les utilitzen per a posar-se.

## Distribució
Els diferents gèneres d'aquesta família es distribueixen per Àfrica, Àsia, Austràlia i Europa. Als països catalans, apareix el blauet, blavet o arner, que dona nom a altres espècies del grup.

## Llista de gèneres
Aquesta subfamília és classificada en cinc gèneres amb 42 espècies:
- Gènere Alcedo, amb 8 espècies.
- Gènere Ceyx, amb 24 espècies.
- Gènere Corythornis, amb 6 espècies.
- Gènere Ispidina, amb dues espècies.
- Gènere Syma, amb dues espècies.